# El Kseur
El Kseur (in Kabylisch: Leqser, in Tifinagh: ⵍⴻⵇⵙⴻⵔ, in Arabisch: القصر, DMG al-Qaṣr) ist eine Gemeinde in Algerien und die gleichnamige Hauptstadt eines Kreises der Provinz Bejaia in der Kabylei.

## Lage und Klima
Das Gebiet der Gemeinde El Kseur liegt 24 Kilometer südwestlich der Stadt Bejaia im Soummam-Tal auf halbem Weg zwischen der Hoch- und der Niederkabylei, 100 Kilometer östlich von Tizi Ouzou und 116 Kilometer nordöstlich von Bouira.

### Relief
Das Relief von El Kseur ist bergig. Die Stadt liegt in einem engen Tal am Fuß des Ibarissen, östlich des Djurdjura-Gebirges. Das Wadi trennt die Innenstadt von Berchiche, einem der ältesten Teile der Stadt.

### Hydrographie
Die Stadt El Kseur wird vom Tichy-haf-Damm in Bouhamza mit Wasser versorgt. Der Damm wird vom Regen und Schmelzwasser der Djurdjura-Schneedecke gespeist. Er hat eine Speicherkapazität von 150 Millionen m3 und versorgt die Wilaya von Béjaia mit einer Menge von 20.000 m³/Tag.

### Klima
Die Stadt El Kseur genießt ein gemäßigtes und feuchtes Klima mit einem milden Winter, und erheblichen Niederschlägen. Aufgrund der Bergmassive, die die Stadt umgeben, schneit es jedes Jahr im Winter zwischen Dezember und Februar in Höhenlagen von mehr als 600 m.

### Verkehr
Der Bahnhof El Kseur-Oued Amizour liegt an der Eisenbahnlinie von Bejaia nach Algier.
Das Straßentransportnetz der Gemeinde besteht im Wesentlichen aus zwei Nationalstraßen: Die Nationalstraße 12, die die beiden Regionalstädte Béjaïa und Tizi Ouzou verbindet, und die Nationalstraße 26, die Bejaia über M'Chedallah mit Algier verbindet.
El Kseur liegt 20 Kilometer südöstlich des Flughafens Bejaia.

## Geschichte

### Antike
Auf dem Gebiet von El Kseur, drei Kilometer von Tiklat entfernt, befinden sich die römischen Ruinen des alten Tubusuctu (oder Tubusuptu). Diese römische Kolonie war für Veteranen der VII. Legion des Augustus bestimmt, die 27 v. Chr. gegründet wurde. Es gibt noch viele gut erhaltene Überreste, insbesondere Reste von großen Thermen und Mosaike.

### Französische Kolonialzeit
Während der Kolonialisierung war El Kseur ab 1872 ein Zentrum europäischer Besiedlung. Viele Elsässer und Lothringer ließen sich dort nieder, insbesondere nach der französischen Niederlage von 1870 gegen Preußen. Fast 470 Siedler zogen nach El Kseur, das damals den Namen Bitche trug. Noch heute ist das Kolonialviertel präsent, es liegt an der Nationalstraße in der Nähe des Rathauses.
Während des Algerienkrieges gehörte El Kseur zu den ersten Regionen in der Kabylei, in der sich eine Gruppe der FLN bildete. El Kseur war Schauplatz mehrerer Kämpfe gegen die Guerilla.